# Roberto Innocenti
Roberto Innocenti (ur. 16 lutego 1940 we Florencji) – włoski ilustrator. Mieszka i pracuje w Montespertoli w pobliżu Florencji.
Innocenti jest artystą-samoukiem. W wieku 13 lat opuścił szkołę, by pomóc swojej rodzinie, pracując w hucie. W wieku 18 lat udał się do Rzymu i rozpoczął pracę w animacji filmowej, a następnie poświęcił się ilustrowaniu książek.
Innocenti zasłynął jako ilustrator klasyki literackiej: Dziadka do Orzechów, Pinokia, Opowieści wigilijnej, Kopciuszka, Calineczki i innych baśni.
Jest laureatem wielu nagród, m.in. w 2008 roku został uhonorowany prestiżową Nagrodą im. Hansa Christiana Andersena, przyznawaną przez Międzynarodową Izbę ds. Książek dla Młodych (IBBY). „New Yorker”, komentując Pinokia z jego ilustracjami, zanotował, że wydanie to jest z pewnością najpiękniejszą edycją, jaką kiedykolwiek widział świat.